# Svensk-kubanska föreningen
Svensk-kubanska föreningen, på spanska även Asociación Sueco-Cubana, är en Sverigebaserad partipolitiskt obunden vänskapsförening med målsättningen att "stödja den socialistiska revolutionen på Kuba och det kubanska folkets kamp mot imperialismen samt att främja kontakter och samarbete mellan de svenska och kubanska folken". Föreningen grundades 1966.
Eva Björklund, var under många år föreningens ordförande, och är medgrundare.
Föreningen är uppbyggd av lokalavdelningar på olika orter i landet. Den nationella styrelsen, i vilken ingår representanter för det lokala arbetet, styrelsens arbetsutskott och föreningens kansli med förbundssekreterare, utför arbetet centralt. Förbundsordförande är Zoltan Tiroler och Internationell sekreterare Martin Österlin.
Svensk-kubanska föreningen ger ut Tidskriften Kuba (1971 till 1993 Kuba), vars redaktör och ansvarige utgivare är Eva Björklund.
Föreningen har framfört kritik mot människorättsorganisationen Amnesty International, på grund av Amnestys kritik mot bland annat fängslandet av 75 personer på Kuba som anklagades för att ha tagit emot pengar av USA:s utrikesdepartement. I flygblad har Svensk-kubanska föreningen anklagat Amnesty för att "bluffa om Kuba".
Föreningen samarbetar med organisationer som stödjer Kuba och dess folks rätt till självbestämmande, att själv välja sin framtid utan inblandning av andra stater. Föreningen samarbetar också med organisationer som kräver ett slut på USA:s blockad mot Kuba vilken har pågått i sex decennier och, enligt dem, är både rättsvidrig och antihuman då den drabbar landets befolkning och försvårar dess utveckling. 